# Jim Leon
Pour les articles homonymes, voir Leon.
Jim Leon, de son vrai nom James Patrick Leon, est un peintre britannique né le 12 novembre 1938 à Wolverhampton (Royaume-Uni) et mort le 14 janvier 2002 à Lyon, en France. 
Sa carrière picturale s'est déroulée pour l'essentiel à Lyon, Londres et Birmingham.

## Carrière
Son style particulier a évolué de l'expressionnisme abstrait  au surréalisme. Pop artiste dans les années 1960, il fut influencé par la pensée beatnik qui le conduira naturellement à pratiquer un art psychédélique privilégiant une thématique sexuelle et à s'engager dans le mouvement underground dès 1967. Il est alors l'un des principaux artistes contribuant au magazine underground Oz. À Londres, il rencontre Rick Wright et réalise ensuite l'affiche du premier concert, à Lyon (Théâtre du 8ème, direction José Téodori)  en France de Pink Floyd (1968),.
Dans les années 1970, il réalise des décors pour le théâtre (La mise en pièce du Cid de Roger Planchon, 1968 , Le Bourgeois gentilhomme, mise en scène de Marcel Maréchal, 1975) et le cinéma (Peau d'Âne de Jacques Demy, 1970), avec Catherine Deneuve et Jean Marais. 

## Livres illustrés
. en dehors de la période Anglaise avant Lyon : (OZ etc) 
. "Autour de la Fontaine" de Bernard Gouttenoire "la femme noyée". éditions Les Traboules 1995. 
. " Portraits d'Artistes" de Bernard Gouttenoire photos de Vincent Dargent. (pages 102 et 103) éditions Le Progrès, 1996. 
. " Mémoires enchantées" de Bernard Gouttenoire "les roses de Picardie" hommage à Yves Montand, éditions Stéphane Bachès 1997 
. "Dictionnaire des peintres à Lyon 19è et 20è siècles" de Bernard Gouttenoire (pages 211 à 213), éditions la Taillanderie 2000.  
. "Lyon paysage des peintres" de Bernard Gouttenoire (page 67), "in situ" portrait de Louise Labé. (éditions la Taillanderie 2001.  
. "Images de l'homme dans la peinture lyonnaise" de Bernard Gouttenoire (page 31) "auto-Portrait en Saint-Patron de lui-même" éd. la Taillanderie 2002.   

## Œuvres
- Le Jour d'avant et d'après , Musée des beaux-arts de Lyon
- Demain après l'aube